# Luis Vidal Zaglio
Luis Vidal Zaglio (1º de noviembre de 1915 - 20 de diciembre de 1975), político y periodista uruguayo perteneciente al Partido Nacional.

## Biografía
Luis Vidal Zaglio nació en 1º de noviembre de 1915, fue político perteneciente al Partido Nacional dentro del sector del Herrerismo, con la lista 2.
En lo deportivo fue activo dirigente del Club Atlético Peñarol y del Club Atlético Progreso, del cual fue presidente además de ser miembro de la comisión que adquirió la sede social del club en 1969.
Fue Ministro de Relaciones Exteriores del Uruguay desde el 11 de febrero de 1965 al 1º de marzo de 1967 y presidente del Consejo de Seguridad de las Naciones Unidas.